# Abel Ferrara
Abel Ferrara (Nova York, Estats Units, 19 de juliol de 1951) és un director i guionista de cinema estatunidenc.

## Biografia
Ferrara va néixer en el Bronx, d'ascendència italiana i irlandesa. Va tenir una educació catòlica, la qual cosa després influiria en el seu treball. Als 15 anys es va mudar a Peekskill, Nova York, on va anar a la secundària i va conèixer a Nicholas St. John i John McIntyre, que després serien guionista i enginyer de so de les seves pel·lícules. Ferrara va començar com a director amb films amateurs en Súper 8, curts que serien la base de la seva primera pel·lícula The Driller Killer (1979), una violenta explotació d'un artista que sofreix un col·lapse mental. El film va ser protagonitzat pel mateix Ferrara, a més d'escriure les cançons amb el pseudònim de Jimmie Laine.
En 1981, amb Angel de venjança, una escabrosa història sobre una dona violada que decideix venjar-se, Ferrara obtindria magnífiques crítiques i donaria un salt qualitatiu en la seva carrera. Després de dirigir Fear City, Ferrara es va dedicar parcialment a la televisió dirigint capítols de Miami Vice i Crime Story. Ferrera tornaria a la pantalla gran en 1987 amb China Girl. Va dirigir The Funeral una gran pel·lícula de gansters amb Christopher Walken i Chris Peen que va guanyar el premi al millor actor de repartiment en el festival de Venècia 1996. El principi de la dècada dels '90, és considerada per molts com l'època dórada de la filmografia d'Abel Ferrera. El 1990 triomfa amb una altra obra violenta, 'King of New York, protagonitzada per Christopher Walken i centrada en les màfies de la droga. La pel·lícula va tenir un bon acolliment encara que va tenir la seva polèmica en Festival de Cinema de Nova York quan Ferrara va ser acusat de racista i sexista basant-se en l'acusació que feia apologia de la violència i les drogues.
Al King of New York, li va seguir Bad Lieutenent el 1992, considerada la millor pel·lícula del director novaiorquès. El film va ser protagonitzat per Harvey Keitel com un policia desesperat per la seva addicció i els seus deutes. La pel·lícula, que es va convertir ràpidament en una obra de culte, sorprèn per la violència i la cruesa de les imatges i el tint apocalíptic amb què Ferrara va descriure Nova York. Totes dues pel·lícules compten a la banda sonora amb cançons del raper gangsta Schoolly D.
Després dels èxits de les seves anteriors pel·lícules, va ser temptat per les grans productores. Ferrara es va atrevir amb el remake de Segrestadors de cossos, que va ser estrenada pel Festival de Cannes, i Jocs perillosos, la seva segona col·laboració amb Keitel. Ambdues pel·lícules van tenir un acolliment tebi pel públic i la crítica.
En la posterior i menys assolida Ocult en la memòria, 1997), amb Matthew Modine, Ferrara repeteix molts dels seus temes de forma efectista. En 1998 va escriure i va dirigir New Rose Hotel, una adaptació de Ferrara sobre un conte de William Gibson.

## Filmografia
Filmografia:
- Nicky's Film (1971)
- The Hold Up (1972)
- Could This Be Love (1973)
- Nine Lives of a Wet Pussycat  (1976) (com Jimmy Boy L)
- Not Guilty: For Keith Richards (1977) curt (ara perdut)
- The Driller Killer (1979)
- Ms. 45 (1981)
- Fear City (1984)
- El gladiador (Gladiator)  (TV)
- China Girl (1987)
- Cat Chaser (1989)
- El rei de Nova York (1990)
- El tinent corrupte (1992)
- Body Snatchers (1993)
- Joc perillós (Dangerous Game) (1993)
- The Addiction (1995)
- Califòrnia (1996) (Videoclip de Mylène Farmer)
- El funeral (1996)
- Ocult en la memòria (The Blackout) (1997)
- New Rose Hotel (1998)
- 'R Xmas (2001)
- Mary (2005)
- Go Go Tales (2007)
- Chelsea on the Rocks (2008)
- Napoli Napoli Napoli (2009)
- Mulberry St. (2009)
- Jekyll and Hyde (2010)
- 4:44 - Last Day on Earth (2011)
- Welcome to New York (2014)

## Premis i nominacions

### Premis
- 2005: Gran Premi del Jurat (Festival de Venècia) per Mary

### Nominacions
- 1993: Palma d'Or per Body Snatchers
- 1993: Lleó d'Or per Snake Eyes
- 1995: Os d'Or per The Addiction
- 1996: Lleó d'Or per The Funeral
- 1998: Lleó d'Or per New Rose Hotel
- 2005: Lleó d'Or per Mary
- 2011: Lleó d'Or per 4:44 Last Day on Earth
- 2014: Lleó d'Or per Pasolini